# Adesmia coluteoides
Adesmia coluteoides es una especie de planta floral del género Adesmia, categorizada en la tribu Dalbergieae, de la subfamilia Faboideae.

## Distribución
Especie nativa de Argentina. Crece en el bioma subtropical.

## Taxonomía
Fue descrita por Gillies ex Hook. & Arn. y publicada en Bot. Misc. 3: 190 (1833).
Sinónimos homotípicos
- Patagonium coluteoides (Gillies ex Hook. & Arn.) Kuntze.[1]